# 大舘御前
大舘御前（おおたちごぜん、天正20年（1592年） - 元和9年7月25日（1623年8月21日））は、安土桃山時代から江戸時代初期にかけての女性。石田三成の三女。弘前藩2代藩主津軽信枚の室。子に津軽信義。名は辰姫（たつひめ）、あるいは辰子（たつこ）。荘厳院（しょうごんいん）とも。

## 生涯
石田三成の三女として誕生した。慶長3年（1598年）ごろ、豊臣秀吉の死後に秀吉の正室・高台院の養女となる。
慶長5年（1600年）、関ヶ原の戦いで父・三成が徳川家康に敗れる。その直後に豊臣家中で親しくしていた津軽信建によって兄・重成とともに津軽へ逃されたとも、高台院の保護下にあり、高台院の側近・孝蔵主に従って江戸に下り縁組を整えたともいわれる（孝蔵主は三成の娘で辰姫の姉である岡重政室を通じて石田家と縁戚関係にある）。
慶長15年（1610年）ごろ、信枚に嫁ぐ。2人の仲は良好であったとみられるが、慶長18年（1613年）に家康は養女・満天姫（家康の異父弟・松平康元の娘）を信枚に降嫁させた。これに対し津軽家は、徳川家をはばかって満天姫を正室として迎え、辰姫は側室に降格となる。辰姫は弘前藩が関ヶ原の戦いの論功行賞として得た上野国大舘に移され、大舘御前と称された。その後も、信枚は参勤交代の折は必ず大舘に立ち寄って辰姫と過ごし、元和5年（1619年）1月1日、信枚の長男・平蔵（のちの信義）が誕生する。
元和9年（1623年）、大舘で死去した。享年32。墓所は群馬県太田市の東楊寺、青森県弘前市の貞昌寺。幼い平蔵は江戸の弘前藩邸に引き取られ、信枚の熱意により嗣子と認められ、信枚の死後に藩主を継いだ。

## その他
- 近年、辰姫が養女となっていたことも踏まえて、高台院は、関ヶ原の戦いでは徳川家康やいわゆる武断派諸将の東軍を支援していたという従来の説とは逆の、実際には三成らと親しく西軍寄りの姿勢であったという説を白川亨らが唱えている。（詳しくは高台院を参照）
- 辰姫が大舘の地で信義を産んだ縁により、群馬県尾島町（現在の太田市）では昭和61年（1986年）の尾島まつりに津軽特産のねぷたが登場。現在は毎年8月に尾島ねぷた祭りが開催されている。
- 辰姫が生んだ津軽信義の乳母は、のちに船橋騒動の火種となる旧宇喜多家家臣船橋半左衛門の妻である。

## フィクションにおける辰姫
小説
- 葉室麟『津軽双花』（2016年、講談社）

映画
- 関ヶ原（2017年 演：高野万優）

ゲーム
- 戦国修羅SOUL（スマホゲームアプリ、2015年 演：能登麻美子）